# 索伦珠满语文培训中心
索伦珠满语文培训中心是一家免费培训满语文的非盈利的民间组织，由哈苏泰于2006年在北京创办，现任负责人为德克锦。因该组织志愿拯救满语文的举动而被多家媒体报道。目前经过索伦珠培训的包括来自美国、德国、日本等国家的海外人士在内已接近1000人。